# Лев Толстой (Липецкая область)
Лев Толсто́й — посёлок (в 1927—2005 — рабочий посёлок) в Липецкой области, административный центр Лев-Толстовского района.

## История

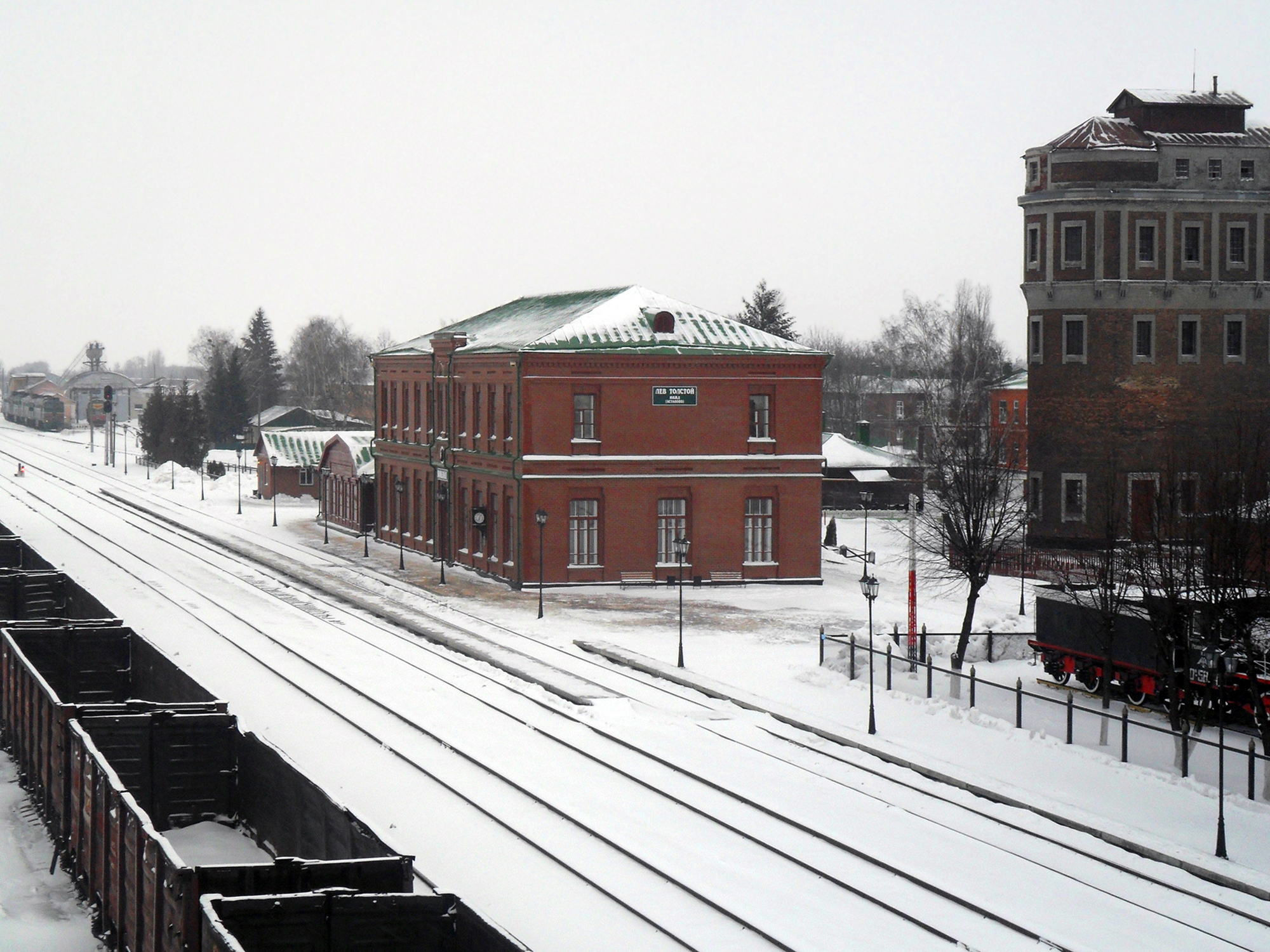
Станция Лев Толстой.

В 1890 году от станции Богоявленск была проложена линия на запад. В 5 верстах от села Астапово открыт полустанок, который назвали так же — Астапово (ныне станция Лев Толстой). Сначала поезда двигались из Астапова только в сторону Данкова и Лебедяни. В ноябре 1890 года начала действовать ветка Астапово — Троекурово. С тех пор станция стала узловой.

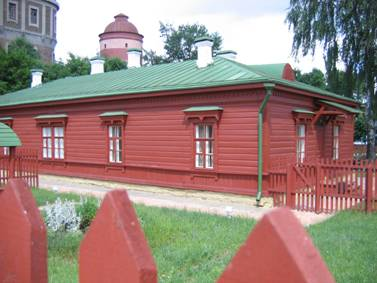
Дом-музей Толстого

Известность станция приобрела после того, как в доме начальника станции Астапово И. И. Озолина 7 (20) ноября 1910 года умер писатель Л. Н. Толстой.
В ноябре 1918 года станция и посёлок были переименованы в Лев Толстой. В доме Озолина открылся музей Л. Н. Толстого.
В 1927 году посёлок Лев Толстой стал рабочим посёлком.

## Население
| 1906  | 1931  | 1939  | 1959  | 1970  | 1979  | 1989  |
| ----- | ----- | ----- | ----- | ----- | ----- | ----- |
| 119   | ↗2561 | ↗5964 | ↗7737 | ↗7974 | ↗8292 | ↗9139 |
| 2002  | 2005  | 2010  | 2012  | 2013  | 2014  | 2015  |
| ↘9035 | ↘8800 | ↘8650 | ↘8629 | ↘8607 | ↘8579 | ↘8540 |
| 2016  | 2017  | 2018  | 2021  |       |       |       |
| ↘8457 | ↗8516 | ↘8499 | ↗8875 |       |       |       |

## Известные уроженцы, жители
Пятышев, Роман Валентинович — советский авиаконструктор, кандидат технических наук, разработчик аэростатов и дирижаблей.

## Инфраструктура
Железнодорожная станция.

## Достопримечательности
- Железнодорожная станция Астапово. Известна тем, что с ней связаны последние дни жизни Льва Николаевича Толстого. Архитектурный комплекс станции, включающий 22 памятника, начал формироваться в 1889 году и в целом сохранил свой исторический облик. К 1910 году были построены: здания вокзала, две линии жилых зданий с казёнными квартирами для служащих станции, водонапорная башня, железнодорожное училище и церковь-школа при нём, паровозное депо, мастерские; разбит небольшой парк, устроена оранжерея. Наиболее значимые дореволюционные памятники станции[18]:
  - Одноэтажный пристанционный дом, где 7 (20) ноября 1910 года скончался Л. Н. Толстой — объект культурного наследия федерального значения. В настоящее время здесь располагается филиал Государственного музея Л. Н. Толстого;
  - Вокзал с пристанционным парком, железнодорожное училище со Свято-Троицкой церковью-школой, телеграф, амбулатория — памятники архитектуры регионального значения.
- Мемориал Славы. Возведен в 1985 году в честь погибших за Родину левтолстовцев. Реконструированный в 2010 году комплекс обрамлен стенами из красного кирпича с часами и звездой на башне, что в целом имитирует фрагмент кремлёвской стены[19].
- Мемориально-литературный музей Л. Н. Толстого — центр Мемориального музея памяти Льва Толстого «Астапово», созданного в ноябре 2010 года к 100-летию со дня смерти Л. Н. Толстого и включившего в себя комплекс воссозданных в своем первозданном виде строений исторической станции и находящихся рядом домов. Располагается музей в доме начальника станции И. И. Озолина, где скончался великий писатель и, где до 1939 года существовала мемориальная комната «на общественных началах». Музей, официально открытый в декабре 1946 года, является филиалом Государственного музея Л. Н. Толстого[20].
- Районный краеведческий музей. Открылся в декабре 2014 года в отреставрированном бревенчатом здании бывшей линейной амбулатории. В экспозиции музея — предметы, связанные с историей края, бытом населения и его известными личностями, коллекция живописи[21].
- Картинная галерея им. Н. А. Сысоева. Открытие галереи, которую формировал художник, чьим именем она названа в августе 1997 года, состоялось в мае 1987 года. Через год после открытия при галерее была создана изостудия, которая работает и сейчас. В мае 2002 года при входе в двухэтажное здание галереи был установлен барельеф Н. А. Сысоева, созданный народным художником РФ А. Вагнером. С 1 января 2007 года галерея имеет статус филиала Липецкой областной картинной галереи[22].
- Музей православия. Открылся в августе 2018 года в Троицком храме, где регулярно совершаются богослужения. Среди экспозиций музея имеются старинные иконы, церковные реликвии, монашеские облачения, фотоснимки, документы о гонениях на православие и о трагических судьбах христианских подвижников[23].